# Komarivka, Monastîrîska
Komarivka (în ucraineană Комарівка) este localitatea de reședință a comunei Komarivka din raionul Monastîrîska, regiunea Ternopil, Ucraina.

## Demografie
Componența lingvistică a localității Komarivka
     Ucraineană (98,98%)
     Alte limbi (0,68%)
Conform recensământului din 2001, majoritatea populației localității Komarivka era vorbitoare de ucraineană (98,98%), existând în minoritate și vorbitori de alte limbi.